# Pałac w Bereżcach
Pałac w Bereżcach – wybudowany przez Marcina Tarnowskiego według projektu Jakuba Kubickiego w XIX w.

## Historia
Klasycystyczny obiekt uwieczniony na rysunkach przez Napoleona Ordę i Henryka Peyera został zrównany z ziemią podczas I wojny światowej.

## Park
Dwukondygnacyjny pałac znajdował się w okazałym parku. T. J. Stecki tak opisał park: złożony ze starych drzew, a dalej ogród angielski, z przepyszną oranżerią, ananasarnią i cieplarniami. Poza obrębem pałacu i ogrodu znajdowały się stajnie, wozownie obszerne i wykwintnie murowane, a wszędzie obok nich rozsiane mieszkania dla gości.